# Bob Wentges
Robert Theodoor Richard Wentges (Rotterdam, 29 maart 1933 − Berg en Dal, 16 januari 2017) was een Nederlands hoogleraar.

## Biografie
Wentges studeerde te Leiden, waar hij praeses was van de rooms-katholieke studentenvereniging "Sanctus Augustinus", en promoveerde op 9 maart 1973 aan de Katholieke Universiteit Nijmegen op De chirurgie van de fossa pterygopalatina. Hij zou zich later ook nog met neuschirurgie bezighouden maar vooral richtte hij zich op medische gehoorproblemen die zich kunnen voordoen bij musici, en vertaalde daarover een werk van een ervaringsdeskundige. Vervolgens heeft hij zich vanaf 1976 beziggehouden met het werk van Frederik van Eeden en wat hij over reuk en geur in zijn werk zegt. Daarnaast verzorgde hij een historische inleiding over wat klassieke schrijvers over geneeskunde hebben geschreven. Ten slotte schreef hij de geschiedenis van het geneeskundig Gezelschap 'Hippocrates'. Hij schreef ook over Jan Hendrik Leopold, Ludwig van Beethoven en Keizer Frederik III.
Wentges bracht na zijn militaire diensttijd enkele jaren door in het buitenland om vervolgens te gaan werken in de KNO-kliniek van het Radboudumc. Hij werd in 1982 benoemd tot gewoon hoogleraar aan de Radboud Universiteit Nijmegen met als leeropdracht Keel-, Neus- en Oorheelkunde; in 1989 ging hij daar met emeritaat. Hij schreef ongeveer 130 wetenschappelijke publicaties. Hij was bestuurslid van de Vereniging voor Keel-Neus-Oorheelkunde (1976-1982) en bestuurslid van de European Society for Rhinology (1982-1988). Hij was drager van de erepenning van de Nederlandse KNO-vereniging (1982) en was erelid van de Ierse KNO-vereniging (1982).

### Privé
Prof. dr. R.Th.R. Wentges was een zoon van Robert Wilhelm Wentges (1899-1978) en Marie Antoinette Caroline van Lede (1912-1994), telg uit het geslacht Van Lede en tante van Kees van Lede. Hij trouwde in 1962 met Maria Henriette (Mariëtta) Boot (1940), telg uit het in het Nederland's Patriciaat opgenomen geslacht Boot en met wie hij drie zonen kreeg, en in 1985 met Petronella Cornelia Viëtor (1938), telg uit het in het Nederland's Patriciaat opgenomen geslacht Viëtor.